# Équipe virtuelle
 (septembre 2010).
Améliorez-le ou discutez des points à vérifier. 
Une équipe virtuelle  est un groupe de personnes qui travaillent à travers le temps, l'espace et les frontières organisationnelles avec des liens renforcés par la technologie de la communication. Elles ont des compétences complémentaires et se sont engagés à un objectif commun, de performance interdépendants, et de partage d’une approche du travail pour lequel il faut se tenir mutuellement responsable. 
Les équipes dispersées géographiquement, permettent aux entreprises d'embaucher et de retenir les meilleures personnes indépendamment de leur emplacement. Les membres des équipes virtuelles peuvent communiquer électroniquement, sans se rencontrer face à face. Toutefois, la plupart des équipes se retrouveront à un moment donné dans le temps. 
Une équipe virtuelle ne signifie pas toujours télétravailleur. Les télétravailleurs sont définis comme des individus qui travaillent à domicile. De nombreuses équipes virtuelles dans les organisations d'aujourd'hui sont composées de collaborateurs travaillant soit à la maison ou soit dans les bureaux avec de petits groupes mais aussi dans différents lieux géographiques.

## Pourquoi les équipes virtuelles?
- Les meilleurs employés peuvent être situés n'importe où dans le monde.
- Les travailleurs ont besoin de souplesse personnelle.
- Les travailleurs ont besoin d'accroître la sophistication technologique.
- Une organisation souple est plus compétitive et adaptée au marché.
- Les travailleurs ont tendance à être plus productifs, c'est-à-dire, ils passent moins de temps aux déplacements entre le domicile et le lieu de travail.
- La mondialisation croissante du commerce et de l'activité de l'entreprise.
- La journée mondiale est de 24 contre 8 heures.
- L'émergence d'environnements qui exigent la coopération inter-organisations, ainsi que la concurrence.
- Les changements dans les attentes des travailleurs de la participation de l'organisation.
- La prolifération de technologie de fibre optique ou ADSL a considérablement élargi le champ des communications hors site de travail.

## Les prestations des équipes virtuelles
Certains membres des équipes virtuelles n'ont pas besoin de venir vers leur lieu de travail, par conséquent, la société n'aura pas besoin d'offrir à ces travailleurs de bureau ou un espace de stationnement. 
Réduit les frais de déplacement pour les employés. 
Elle permet de diminuer la pollution atmosphérique et la congestion parce qu'il y a moins de trajet. 
Elle permet aux travailleurs dans les organisations à être plus souple. 
En travaillant en équipes virtuelles, les handicaps physiques ne sont pas une préoccupation. 
Permet aux entreprises de se procurer les meilleurs talents, sans restriction géographique.

## Problèmes avec des équipes virtuelles
Difficulté à gérer le rendement de l'équipe. 
Malentendu dans les communications est la plainte de premier plan parmi les membres des équipes virtuelles. 
Ce problème est amplifié lorsque l'on travaille avec des équipes à travers les frontières culturelles en raison de nuances dans la langue anglaise. 
Travaille sur un projet sur les causes espace de travail virtuel manque de visibilité du projet. 
Difficulté à communiquer avec les autres membres. (relatives à l'e-mail, messagerie instantanée, etc) 
Les différences de fuseaux horaires. 
Il peut être difficile pour les membres de l'équipe pour comprendre pleinement le sens du texte de base des messages. 
Bâtir la confiance mai être difficile parce que les mécanismes différents de ceux utilisés dans les face-à-face les équipes sont tenues d'établir la confiance.
La méfiance peut également être engagés en raison de l'insécurité de maintien dans l'emploi si les membres de l'équipe offshore sont moins chers et plus compétents dans la tâche à accomplir.
Les membres ne prennent pas la «propriété» du projet.
Nuances particulières telles que les expressions faciales et autres gestes subtils peuvent également être manquées par la communication virtuelle par opposition à la rencontre face à face.
Une équipe virtuelle présente des défis uniques pour un chef d'équipe virtuelle. Selon Hambley, O'Neil, & Kline (2007) "équipes virtuels nécessitent de nouvelles façons de travailler par delà les frontières grâce à des systèmes, des processus, la technologie, et les gens (Duarte et Snyder, 1999), qui exige un leadership efficace ... malgré la large augmentation du travail en équipe virtuelle, il y a eu relativement peu d'accent sur le rôle des chefs d'équipes virtuelles ". 

## Conseils pour soulager les problèmes de communication pour les membres de l'équipe
Permettre aux membres de l'équipe à se connaître les uns les autres en organisant des rencontres occasionnelles à des réunions diverses. Cela peut également être accompli en utilisant des webcams et des vidéoconférences qui mai mai ou ne nécessite pas que tous les membres de l'équipe utilisez le même matériel et / ou d'applications logicielles. Cependant, un face-à-face peut aider à enlever les murs de communication qui se développent en raison mai à "pas de contact personnel". 
Permettre aux membres de l'équipe pour avoir une idée de l'endroit où l'ensemble du projet est en cours. Ainsi, chaque député doit savoir comment ils s'intègrent dans le projet. Storming est une valeur ajoutée bien que chaque équipe devrait aspirer. 
Créer un code de conduite. Cela permettra d'éviter les retards et nous veillerons à ce que les demandes sont traitées en temps opportun. Lorsque les règles sont claires, deminishes malentendu. 
Ne permettez pas membres de l'équipe à disparaître. Avoir un calendrier pour chaque membre de l'équipe ainsi que le calendrier de chacun est à la disposition de vue. 
Développer la confiance entre l'équipe. La plus grande chose que vous pouvez contribuer est la confiance. L'équipe va se donner à fond-out s'ils ont le sentiment de la confiance d'un leader. 
L'incorporation de détails membre de l'équipe comme la vie familiale et hobbies communs de placement sont des techniques éprouvées pour bâtir la confiance. [1] 
Boutique graphiques, diagrammes, etc sur Internet afin que toute l'équipe peut les voir. Ce ne sont plus que des outils-de-la-échange. Rendre les outils disponibles ou le poste mai se fait avec le mauvais outil. 
Supposons que rien, sort tout ce que dans la communication.

## Qui sont les membres des équipes virtuelles?
- Les membres peuvent être soit stable ou changer sur une base continue.
- Les membres peuvent être dans la même entreprise ou de diverses entreprises.
- Les membres peuvent vivre dans la même communauté ou dans des pays différents.

## Types de base des équipes virtuelles
Équipes en réseau composé de personnes qui collaborent pour atteindre un but ou un objectif; l'adhésion est souvent diffus et fluide. 
Parallèlement les équipes de travail à court terme pour élaborer des recommandations pour une amélioration dans un processus ou un système, l'équipe a une composition distincte. 
Les équipes de développement de projet ou d'un produit mener des projets pour les utilisateurs ou les clients pour une période de temps définie. Tâches sont habituellement nonroutine, et les résultats sont précis et mesurables, l'équipe a le pouvoir de décision. 
Travail ou équipes de production d'exécuter un travail régulier et continu en général en une seule fonction, l'équipe a clairement défini l'adhésion. 
Équipes du service clients ou le soutien à l'organisation interne, en général à un service / rôle de soutien technique autour de l'horloge. 
Les équipes de gestion travaillent en collaboration sur une base quotidienne au sein d'une division fonctionnelle d'une société. 
Les équipes d'action offrent des réponses immédiates activé (généralement) les situations d'urgence. 
Offshore outsourcing équipes de la DSI - le programme d'installation dans laquelle une société de sous-traitance des parties de travail à un prestataire offshore de services indépendants à travailler en collaboration avec une équipe à terre [1]. 
Offshore DSI est couramment utilisé pour le développement de logiciels ainsi que des projets internationaux de R & D [1].

## Raisons pour les équipes virtuelles dans le milieu de travail
Permet aux personnes dans différentes parties du monde à venir à travailler ensemble sur un projet. 
Crée des alliances et des fusions entre organisations. Équipe mai se propager très loin. Les utiliser pour leur valeur totale, tant pour la société et les membres de l'équipe. 
Étend le marché à différents endroits géographiques. 
Réduit les coûts pour une organisation. 
Étend la main-d'œuvre aux talents complémentaires dans le monde qui mai ne pas être disponibles localement. 
Permet aux organisations de "test-drive" projets pilotes qui mai ne pas être réalisable dans un monde terrestre.

## Neuf étapes clés pour développer des équipes virtuelles
Sécuriser un projet basé sur l'idée propice à la collaboration. 
Construire un plan d'activités pour inclure la vision de l'équipe, le but et objectif. 
Identifier les acteurs essentiels pour soutenir le projet. 
Choisir des personnes qui peuvent apporter leurs compétences de base pour le projet. 
Obtenir leur service. 
Mettre en place une première réunion avec les membres de fixer les bases, établir des lignes directrices et des processus. 
Stratégiquement aligner tous les membres à l'objectif du projet. 
Fixer un calendrier. 
Surveiller les activités et les progrès accomplis.

## Facteurs critiques de succès des équipes virtuelles
L'existence de normes de disponibilité. 
Les ressources suffisantes pour acheter et soutenir l'état de l'art, de communication fiables et des outils de collaboration pour tous les membres de l'équipe. 
Augmenter la réussite de ces outils sont fortement tributaires de la prolifération correcte de la grande vitesse, fibre de transmission optique, qui s'adapte le mieux à la transmission à haute densité. 
L'existence de systèmes de mémoire d'entreprise telles que les enseignements tirés des bases de données. 
L'existence d'objectifs écrits, les objectifs, les spécifications du projet, et mesurer la performance; orientation vers les résultats. 
Les gestionnaires et les membres de l'équipe avec un meilleur-que-moyenne capacité à estimer avec précision. 
Une plus faible que le ratio normal de pousser à l'information tirée. 
Équipe de communication est priorisé par l'expéditeur. 
Ressources humaines des politiques, des récompenses et des systèmes de reconnaissance, ainsi que des systèmes de développement de carrière pour répondre aux besoins uniques des travailleurs virtuels. 
Un bon accès à la formation technique et des informations sur comment travailler par delà les cultures. 
Les méthodes de formation continue et répondre juste-à-temps d'apprentissage. 
Il existe des normes et convenu sur les aspects techniques «douces» les processus d'équipe. 
Une "grande confiance" culture de travail d'équipe et la collaboration sont la norme. 
Dirigeants ont fixé des attentes de rendement élevé; des comportements modèles tels que le travail à travers les frontières et d'utiliser efficacement la technologie. 
Les chefs d'équipe et les membres de la compétence d'exposition à travailler dans des environnements virtuels. 
Une division judicieuse du travail qui joue aux points forts de chaque membre de l'équipe [1]. 
Faciliter la diffusion efficace des connaissances. Les connaissances tacites acquises doivent être partagés de manière jugée suffisamment explicite pour être efficacement rendus et références croisées entre les membres de l'équipe. 
Structures de travail efficaces et des processus, tels que la décomposition des tâches et gestion de projet dans le travail de développement logiciel. 
Informelles et des méthodes formelles pour la communication doit être intégrée dans la dynamique d'équipe.
Une stratégie d'amélioration continue de bâtir sur le succès de l'équipe virtuelle et l'analyse des enseignements tirés augmente l'impact de mission.
Des mesures devraient être prises pour engager l'équipe de façon significative à renforcer l'adhésion et l'appropriation de la vision et la mission.
Les équipes virtuelles avec un code d'éthique et de valeurs partagées tirer parti de leurs possibilités de réussite en ayant une base commune pour la prise de décision, d'action et les résultats.

## Logiciels pour aider les équipes virtuelles
Les équipes virtuelles sont souvent réparties sur tout le globe, allant de bureaux différents à des cultures différentes, si bien comment il se fait qu'ils peuvent rester sur la bonne voie avec des objectifs et se regrouper pour atteindre les objectifs de contribuer à l'organisation? La réponse est qu'ils utilisent la technologie de collaboration - en particulier, ils utilisent un logiciel qui permet aux équipes virtuelles pour être aussi efficace que même les équipes de localisation. 
Logiciel qui facilite le fonctionnement d'équipes virtuelles peuvent être séparés en deux catégories principales - un logiciel qui offre une facilité de communication et de logiciel qui fournit des tâches et l'organisation des documents. 
Un logiciel qui améliore la facilité de communication comprend souvent des fonctionnalités telles que l'indication de présence, la messagerie instantanée et les conférences Web. Ces outils permettent aux membres de l'équipe pour être accessible à leurs équipes de 24 heures par jour. Les membres peuvent avoir des conversations en temps réel et ne doit pas suivre une longue correspondance aussi dispersée équipes ont eu dans le passé, ce qui conduit à une plus grande efficacité. 
Les applications logicielles qui organisent des travaux d'équipe ainsi que les documents d'améliorer l'efficacité de leurs équipes. Ces programmes consistent en un lieu central où tous les membres peuvent accéder à des documents importants pour l'équipe, suivre les progrès accomplis, assigner les tâches, et même de créer des calendriers avec des dates clés et les échéances de conserver tous les membres actuels. 
Il existe de nombreux logiciels pour les équipes virtuelles, telles que les logiciels Lotus par IBM, NetMeeting de Microsoft, Grouputer par Solutions Grouputer, Facilitate.com par Facilitate.com, ThinkTank par GroupSystems, et beaucoup plus. Un logiciel de ce type est un domaine en rapide évolution, afin que les organisations doivent souvent chercher des logiciels que la taille du costume et la fonctionnalité de leurs équipes.

### Exemples de logiciels de collaboration
De logiciels du monde virtuel: recherches en cours en indiquant que les mondes virtuels tels que Second Life peut vous aider pour la collaboration en équipe virtuelle. Toutefois, les chefs d'équipe virtuelle doit penser au-delà imitant la réalité pour favoriser la collaboration réussie [5]. 
Autres titres de logiciels, y compris MetaTeam, fournissent un cadre d'équipe que les structures modèles du groupe, les interactions et les processus d'une manière qui permet aux membres dispersés équipe à participer plus pleinement